# 新同居關係 (電視劇)
《新同居關係》（英語：When a Man Loves a Woman）是香港電視廣播有限公司製作的愛情題材時裝單元劇集，全劇共13集，是1995年無綫電視節目巡禮劇集之一。1995年9月19日至12月12日的逢星期二在翡翠台晚上10時至11時的資訊節目時段首播，並分別於1996年及2001年的12月逢星期一至五重播。本劇其中一首插曲是Air Supply主唱的《Without You》。

## 各集單元
| 集數 | 日期           | 單元                 | 故事主人公                      |
| ---- | -------------- | -------------------- | ------------------------------- |
| 1    | 1995年9月19日  | 再見女郎             | 梁立文、方敏華、May             |
| 2    | 1995年9月26日  | 情價                 | 梁立文、方敏華、董輝、Sam、Yuki |
| 3    | 1995年10月3日  | 女兒歌               | 董輝                            |
| 4    | 1995年10月10日 | 火之女               | 董輝、梁立文、Irene             |
| 5    | 1995年10月17日 | 婚姻遊戲             | 梁立文、方敏華                  |
| 6    | 1995年10月24日 | 常在我心間           | 董輝、何盈盈                    |
| 7    | 1995年10月31日 | 不速之客             | 王珊珊、董輝、Roy               |
| 8    | 1995年11月7日  | 無心快語             | 梁立文、方敏華                  |
| 9    | 1995年11月14日 | 情人知己             | 梁立文、方敏華、曾小蘭          |
| 10   | 1995年11月21日 | 兩小無猜             | 王珊珊、Eva、方世海             |
| 11   | 1995年11月28日 | 沒有你的日子(一)     | 梁立文、方敏華                  |
| 12   | 1995年12月6日  | 沒有你的日子(二)     | 董輝、王珊珊                    |
| 13   | 1995年12月12日 | 沒有你的日子(大結局) | 梁立文、方敏華、董輝、王珊珊    |

## 演員表

### 主要人物
| 演員   | 角色   | 关係 | 暱稱            |
| 郭晉安 | 梁立文 | 會計事務所職員，於第13集自立門戶 董辉、王珊珊、王杰之好友 方敏華之六年男友，於第11集提出分手 曾小兰之暗恋对象 曾多次希望與方敏華復合，惜結尾遺憾錯過 | 阿Man           |
| 吳镇宇 | 董 輝  | 三思廣告公司老闆，後結業轉行廣告公司就職 梁立文、王杰之好友 王珊珊之好友，於第13集為其夫                                                             | 輝佬 蘭桂坊殺手 |
| 關詠荷 | 方敏華 | 會計事務所職員，後辭職 曾小兰之好友兼情敌 梁立文之六年女友，於第11集分手 Michael之妻 於Michael死後拒絕和梁立文復合，并前往美國                       | Susan 阿華      |
| 袁潔瑩 | 王珊珊 | 三思廣告公司老闆，後為時裝設計師 王杰之妹 董辉之好友，於13集为其妻 曾为方世海之女友                                                                  | 阿靚            |
| 陳妙瑛 | 曾小蘭 | 方敏华多年好友 暗恋梁立文，後放棄暗戀 歐陽錦之女友                                                                                                   | 小蘭            |
| 馬浚偉 | 欧阳锦 | 前為三思廣告公司員工 董辉之前任下屬兼好友 曾小兰之男友                                                                                               | Steven          |

### 其他演员
- 鄧汝超 飾 宋家明
- 黃成想 飾 曾鏡昌
- 陳燕航 飾 Emily
- 羅雪玲 飾 冰
- 曾慧雲 飾 Vivian
- 譚一清 飾 曹永亨
- 葉振聲 飾 郭世強
- 何嘉麗 飾 袁慧芝
- 可　心 飾 靚　女/接待員/公司職員/伴　娘
- 簡佩筠 飾 林麗芬
- 朱健鈞 飾 梁立志(梁立文之弟)
- 黃　新 飾 梁　標
- 羅　蘭 飾 梁李玉珍
- 洪　欣 飾 張小玉
- 馮瑞珍 飾 馬修女
- 郭卓樺 飾 酒　保
- 朱偉達 飾 酒　保/John
- 魏秋樺 飾 Yuki
- 馬德鐘 飾 Sam
- 文嘉永 飾 張偉光
- 戴少民 飾 王
- 飾 林綺娜
- 古明華 飾 鄧一豪
- 潘曉彤 飾 珠　珠
- 麥家琪 飾 Irene
- 李衛民 飾 James
- 張崇德 飾 Sunny
- 黃仲匡 飾 文友人
- 梁美鳳 飾 文友人妻
- 區　嶽 飾 解簽佬
- 陳海恒 飾 何盈盈
- 張松枝 飾 Simon
- 卓　凡 飾 客　人
- 王大偉 飾 客　人
- 謝子峰 飾 安　仔
- 陳寶靈 飾 護　士
- 林劍峰 飾 阿　榮
- 饒秋寶 飾 Sue
- 郭德信 飾 盈　父
- 蘇恩磁 飾 盈　母
- 劉超凡 飾 醫　生
- 何美鈿 飾 靚　女
- 黃穎儀 飾 靚　女
- 盧　剛 飾 客　人/Eva男友
- 沈星銘 飾 客　人
- 丘惠芳 飾 安　母
- 陳錦鴻 飾 王文德（Roy）
- 蕭玉燕 飾 Angel
- 陳向瑩 飾 輝女友
- 郭　金 飾 靚　女
- 李　穎 飾 靚　女/伴　娘
- 梁雪湄 飾 靚　女
- 許思敏 飾 丁　太
- 鍾潔怡 飾 德前妻
- 林鳳玲 飾 南　南
- 林建祥 飾 青　年
- 何南全 飾 青　年
- 方輝強 飾 爺　爺
- 楊其星 飾 警　察
- 黃寶龍 飾 少年輝
- 朱威明 飾 少年德
- 江麗娜 飾 Apple（董輝中學時的校花）
- Finn O'Niell 飾 德友人
- 戴耀明 飾 Frankie
- 陸婉芬 飾 Pat
- 黃清榕 飾 Fion
- 陸希揚 飾 馬華倫
- 張沅薇 飾 Eva
- 張漢斌 飾 經　理
- 陳展鵬 飾 方世海
- 康　華 飾 Jessica
- 何英偉 飾 Micheal Wong
- 何掌君 飾 Ken
- 饒秋寶 飾 Sue
- 張　捷 飾 Fanny
- 王俊琴 飾 文女友
- 譚寶珊 飾 Mimi
- 王啟德 飾 Peter
- 陳向瑩 飾 Jenny
- 朱樂輝 飾 Calvin